# Georg Lundin
Axel Georg Lundin, född 23 april 1882 i Stockholm, död 7 februari 1948 i Stockholm, var en svensk koppartryckare.
Han var son till målaren Axel Hjalmar Lundin och Martha Kristina Englund och gift med Constance Lundin. Han var anställd vid Generalstabens litografiska anstalt 1897-1918 där han tryckte samtliga av Anders Zorns etsningar. Han utförde även frimärkstryck, sedlar, noter, fotogravyrer och all slags konsttryck. Han vistades 1907-1910 med hjälp av ett studiestipendium i Berlin och 1917 studerade han koppartryck i München. Han grundade 1918 en egen litografisk anstalt i Stockholm som efter hans död övertogs av svärsonen. För Nationalmuseum utförde han ett stort antal arbeten och vid sidan av sitt arbete var han lärare i koppartryck vid Konsthögskolan.